# Melolontha atra
Melolontha atra är en skalbaggsart som beskrevs av Keith 2006. Melolontha atra ingår i släktet Melolontha och familjen Melolonthidae. Utöver nominatformen finns också underarten M. a. reichenbachi.